# 2977 Chivilikhin
2977 Chivilikhin è un asteroide della fascia principale. Scoperto nel 1974, presenta un'orbita caratterizzata da un semiasse maggiore pari a 2,7852595 UA e da un'eccentricità di 0,1686936, inclinata di 9,58706° rispetto all'eclittica.
Stanti i suoi parametri orbitali, è considerato un membro della famiglia Gefion di asteroidi.